# Kanton Marensin Sud
Marensin Sud is een kanton van het Franse departement Landes. Het kanton ligt in het arrondissement Dax, is 389 km² groot en telt (2013) 28797 inwoners.
Het werd opgericht bij decreet van 18.2.2014 en is effectief na de departementale verkiezingen op 22.3.2015. Het omvat alle gemeenten van het voormalige kanton Soustons en een gemeente van het kanton Dax-Nord

## Gemeenten
Het kanton Marensin Sud omvat de volgende gemeenten:
- Angresse
- Azur
- Magescq
- Messanges
- Moliets-et-Maâ
- Saint-Geours-de-Maremne
- Saubusse
- Seignosse
- Soorts-Hossegor
- Soustons (hoofdplaats)
- Tosse
- Vieux-Boucau-les-Bains